# 神戸市中央区の野外彫刻
本稿では、兵庫県神戸市中央区内の野外彫刻を一覧で記載する。

## 一覧
一覧は以下である。
（凡例）

タイトル：『　』 製作年： 作者： 設置場所： 備考：

### 人物

『フィギュアヘッド（複製品）』 ？ ？ デュオこうべ浜の手
『オカリナを吹く』 ？ 廣嶋照道 神戸駅南駐車場
『北の人』 昭和62年 二口金一 神戸メリケンパーク
『マーブリング・キッズ』 ？ Evert Den Hartog 神戸メリケンパーク
『神戸港移民船乗船記念碑 希望の船出』 平成13年 菊川晋久 神戸メリケンパーク
『神戸海援隊』 平成3年 流政之 神戸メリケンパーク
『ローマの公園』 昭和51年 淀井敏夫 海岸通 神戸水上警察前
『THE HORIZON'88』 昭和63年 峯田義郎 海岸通 神戸第2地方合同庁舎前
『暁の海より』 昭和58年 和田真澄 海岸通 神戸第2地方合同庁舎前
『海の栄え』 昭和56年 久保浩 東遊園地
『ふれあい』 昭和56年 新谷澤子・琇紀・英子・英夫 東遊園地
『老人』 昭和18年 本郷新 東遊園地
『MOZART』 ？ ？ 東遊園地
『エーゲ海に捧ぐ』 昭和47年 木内克 東遊園地
『MARINA』 昭和51年 新谷琇紀 東遊園地
『加納宗七モニュメント』 昭和56年 福田青陽 東遊園地
『LA NUDITE DES FRUITS』 ？ アントワーヌ・ブールデル 神戸市庁舎（1号館） 南西
『レダ』 1976年 桜井祐一 フラワーロード
『ALBA』 昭和47年 新谷琇紀 フラワーロード
『帽子・裸婦』 昭和49年 佐藤忠良 フラワーロード（東）
『WOMAN』 昭和53年 朝倉響子 フラワーロード（東）
『困っている道祖神』 昭和56年 木村賢太郎 フラワーロード（東）
『モラエス翁像』 昭和39年 長谷川雅司 東遊園地
『シオン』 昭和54年 船越保武 東遊園地
『家族の詩（うた）－憩う時』 平成8年 綿引道郎 京町筋
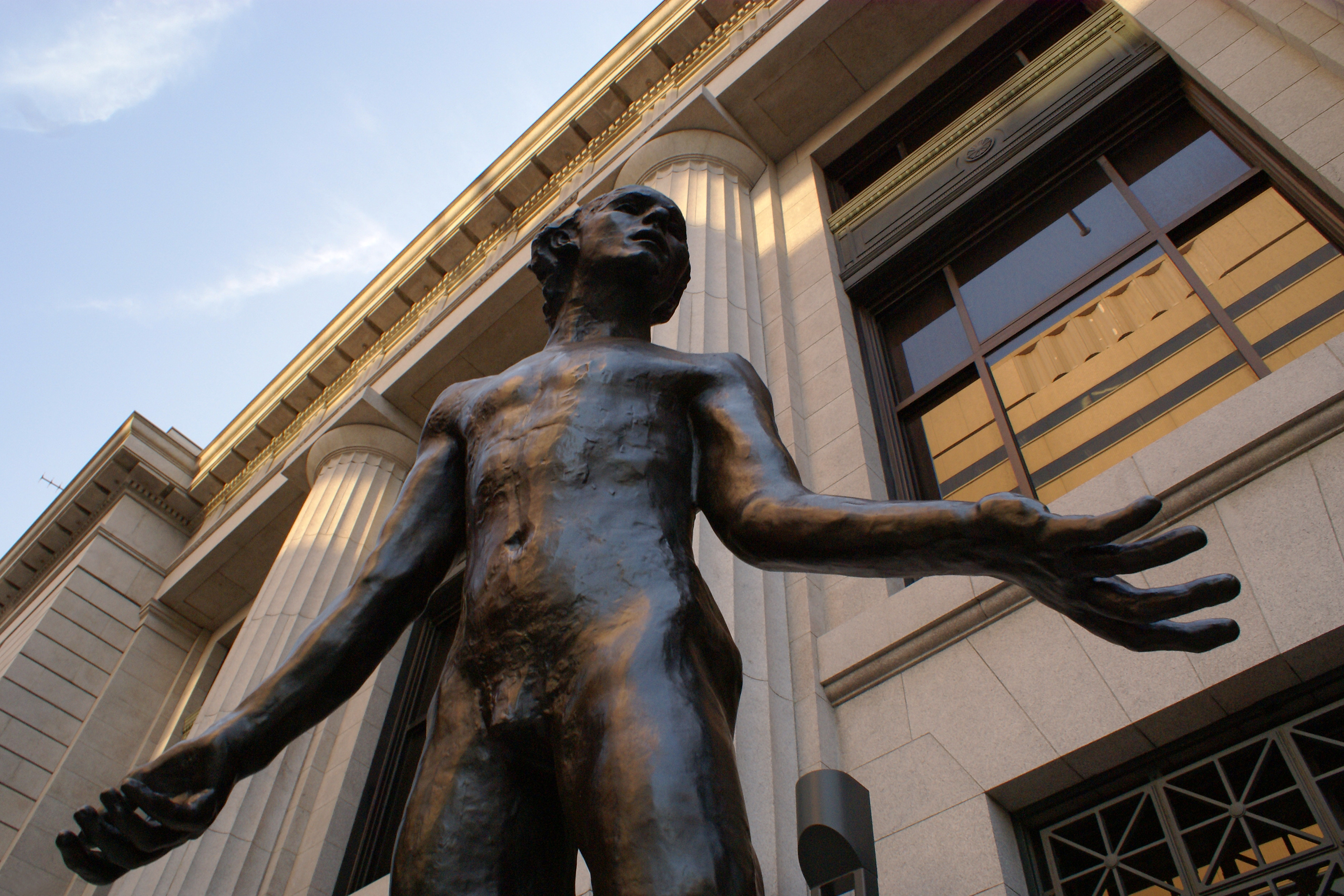
『ジャン・ド・フィエンヌ（カレーの市民より）』 明治19年 オーギュスト・ロダン 神戸市立博物館
『反射』 平成2年 山崎正義 海岸通
『空を翔ぼう！』 昭和62年 松本雄治 海岸通
『未来へ行く者達へ』 ？ 吉田隆 三宮センタープラザ
『花の少女』 ？ 桑原巨守 三宮センタープラザ
『讃太陽』 ？ 桑原巨守 三宮センタープラザ
『見つめる女の子』 ？ 阿部誠一 JR元町駅 南
『風の詩』 昭和62年 奥田秀樹 兵庫県庁 県民オアシス
『飛躍』 昭和62年 兵庫県立明石高等学校美術科 生徒作品（3回生）後藤章久・坂田誉・後藤知香子 坂本真紀・下内真帆・濱田美穂 下山手通 兵庫県公館 北
『清』 ？ 新谷英子 兵庫県庁 県民オアシス
『弓と石－アルテミス』 昭和62年 吉田隆 兵庫県庁 県民オアシス
『石の親子』 昭和62年 河合隆三 兵庫県庁 県民オアシス
『のどか』 ？ 廣嶋照道 兵庫勤労福祉センター
『花の塔』 ？ 新谷英夫 下山手通 神戸教会 北
『天空の門にて（詩人'91）』 ？ 田中毅 高倉山公園
？ ？ ？ 神戸市立中央図書館
『海風』 昭和48年 和田真澄 神戸文化ホール
『みどり』 ？ 兵庫県彫刻家連盟、吉田英智、廣嶋照道、菊川晋久、和田真澄、新谷琇紀、新谷英子、和田正義 神戸文化ホール
『EVA E LA MELA』 昭和48年 新谷琇紀 神戸文化ホール
『女神』 昭和48年 圓鍔勝三 神戸文化ホール
『緑風』 昭和52年 新谷秀雄 神戸文化ホール
『灯（ともしび）』 昭和51年 新谷英子 神戸文化ホール
『愛 ゆたかな心』 昭和49年 新谷秀夫 神戸文化ホール
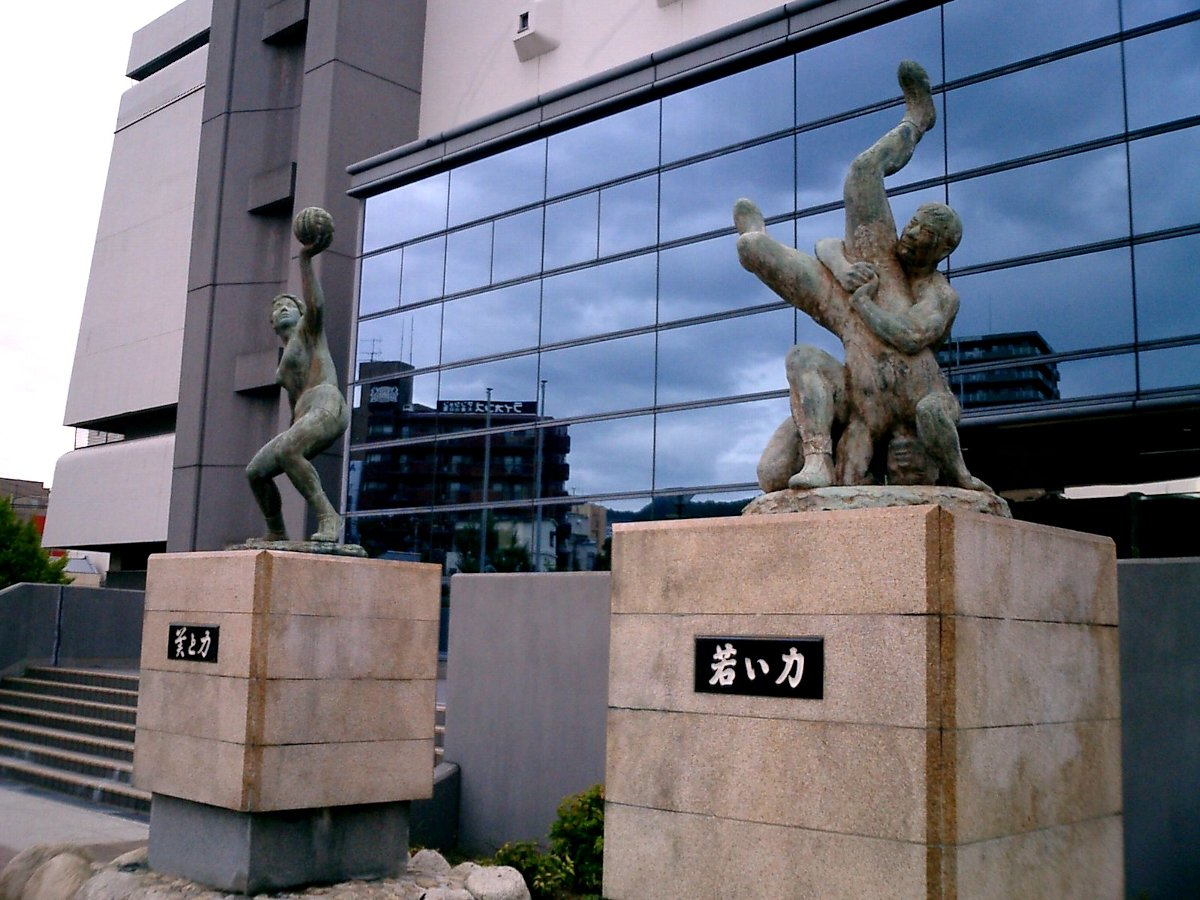
『若い力』 昭和41年 新谷秀雄 神戸市立中央体育館
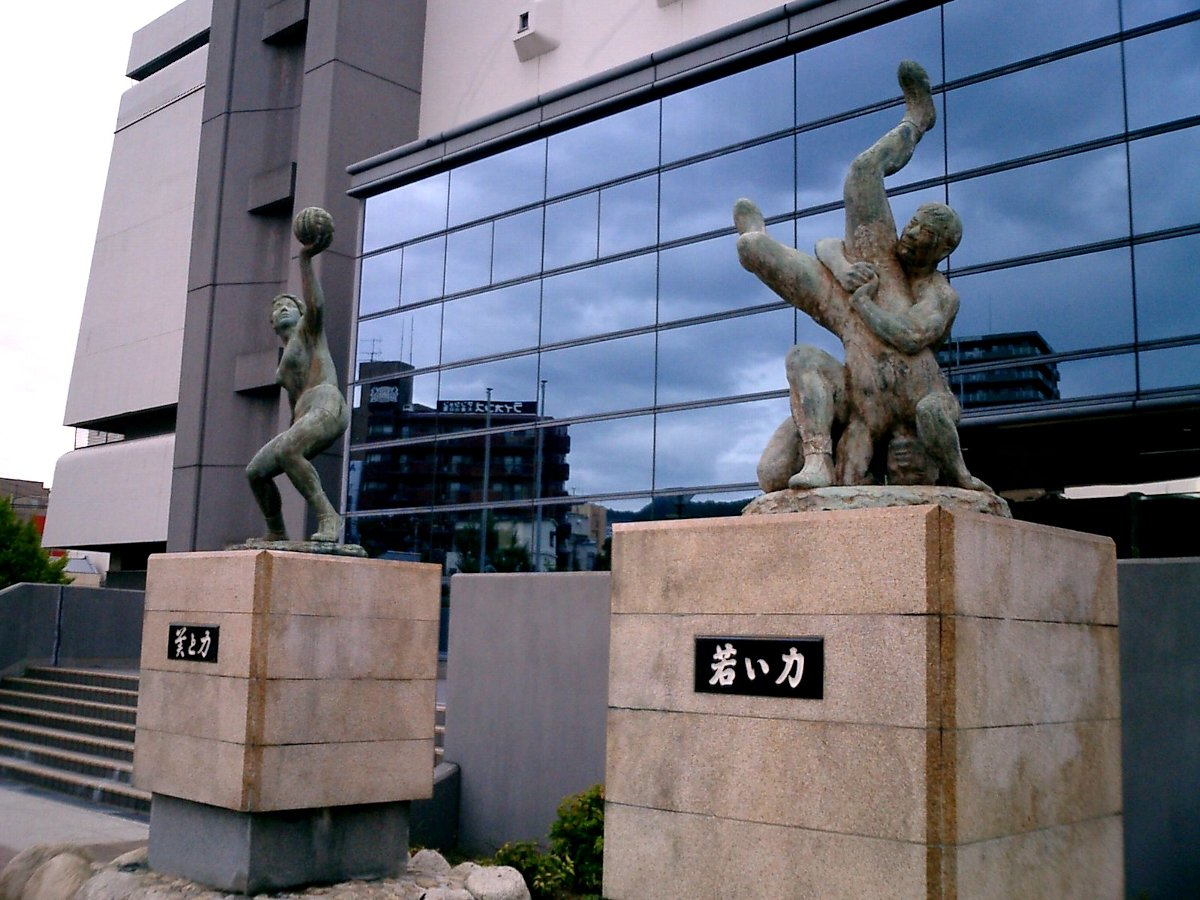
『美と力』 昭和46年 新谷秀雄 神戸市立中央体育館
『RAGAZZO』 平成12年 新谷琇紀 神戸市立中央体育館
『RAGAZZA』 平成12年 新谷琇紀 神戸市立中央体育館
『あのね』 平成3年 廣嶋照道 神戸市男女共同参画センター
『子供』 昭和50年 佐藤忠良 緑と彫刻の道
『天翔ける女神』 ？ 松本雄治 緑と彫刻の道
『大地のうた』 昭和56年 菊川晋久 緑と彫刻の道
『霧笛』 昭和56年 廣嶋照道 緑と彫刻の道
『若い女』 ？ 桜井祐一 緑と彫刻の道
『追憶』 昭和53年 新谷英子 緑と彫刻の道
『オールドファッション．ブルース』 平成6年 黒川晃彦 北野町広場
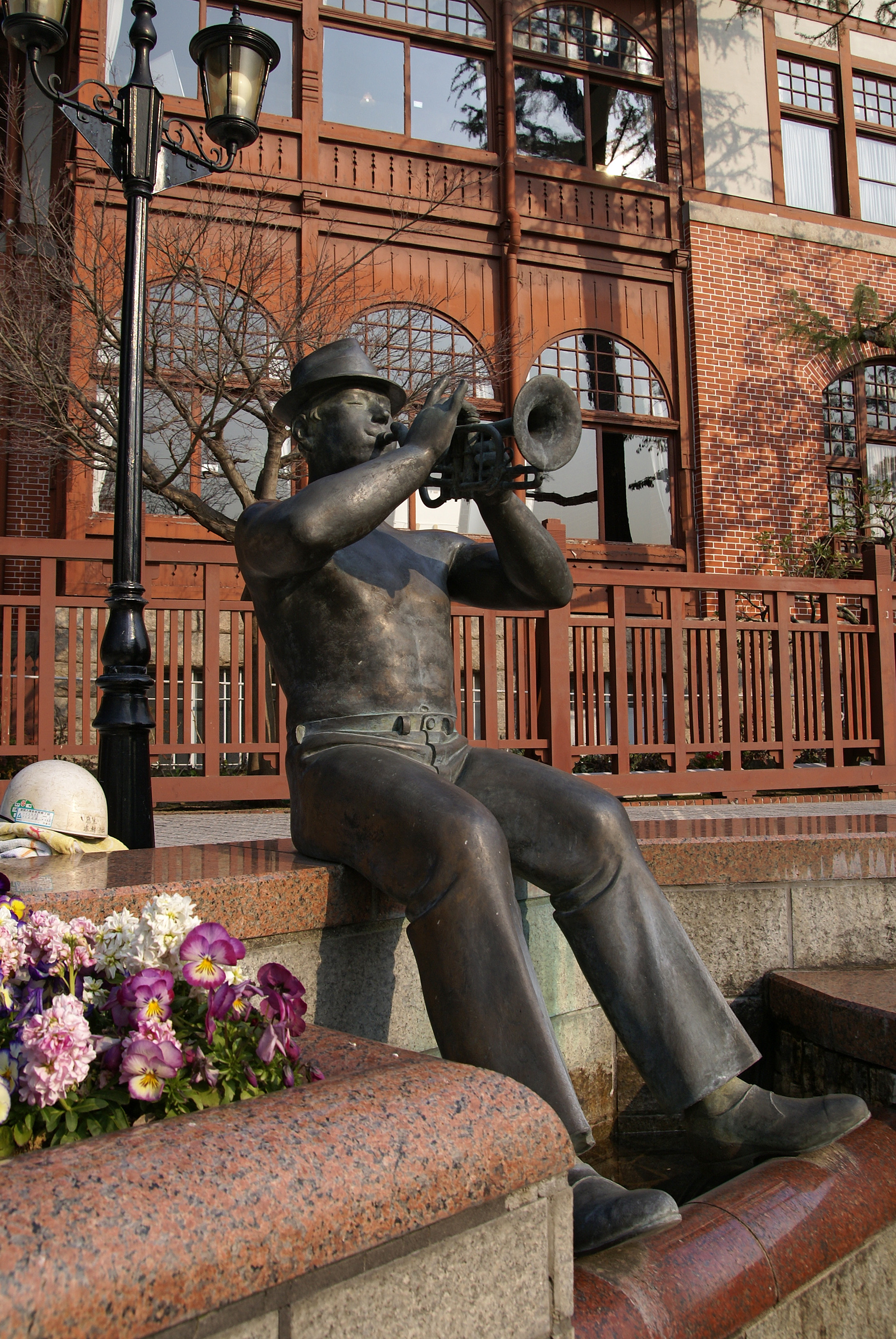
『コルネット吹きの休日』 平成5年 黒川晃彦 北野町広場
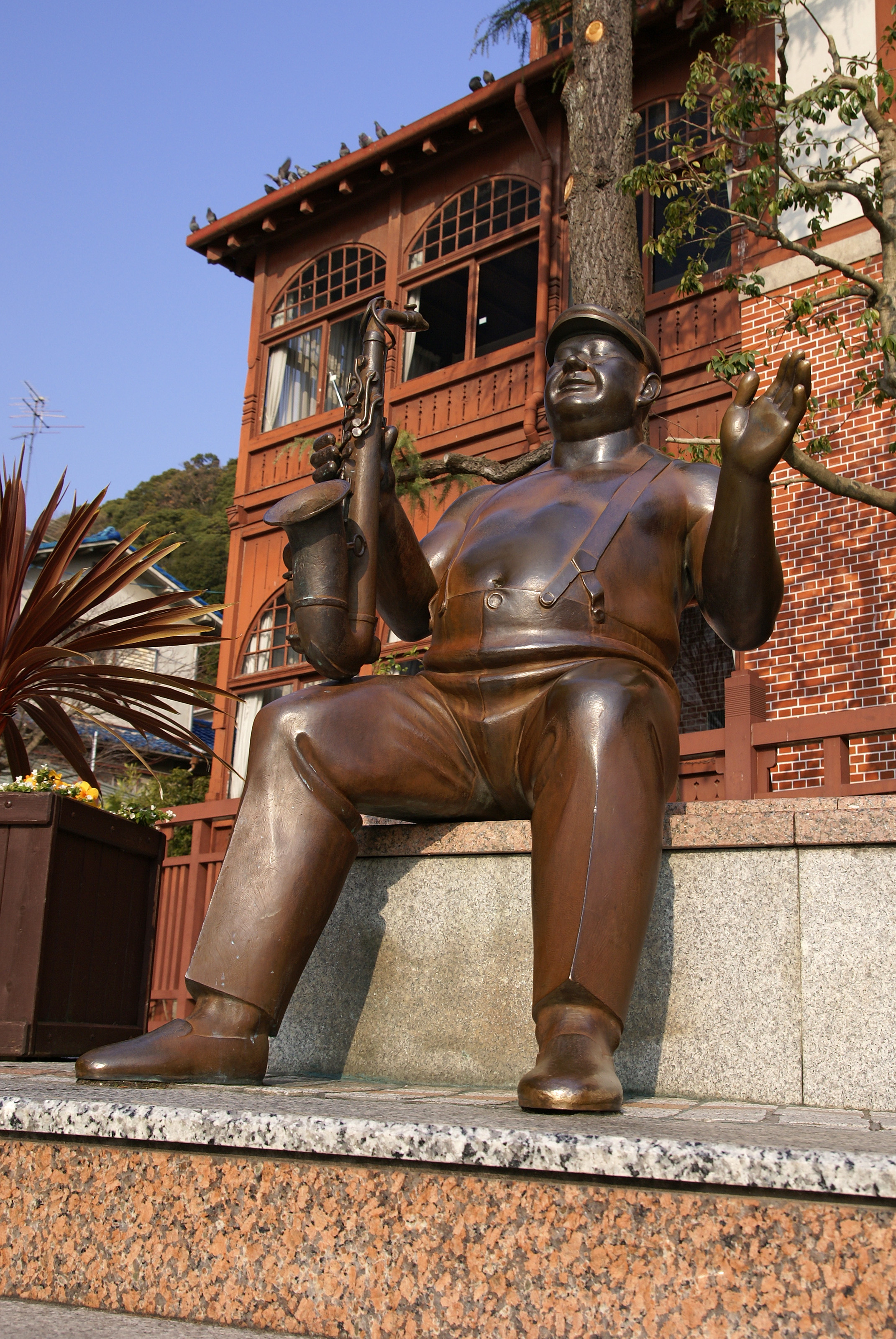
『プリーズ・リクエスト』 ？ 黒川晃彦 北野町広場
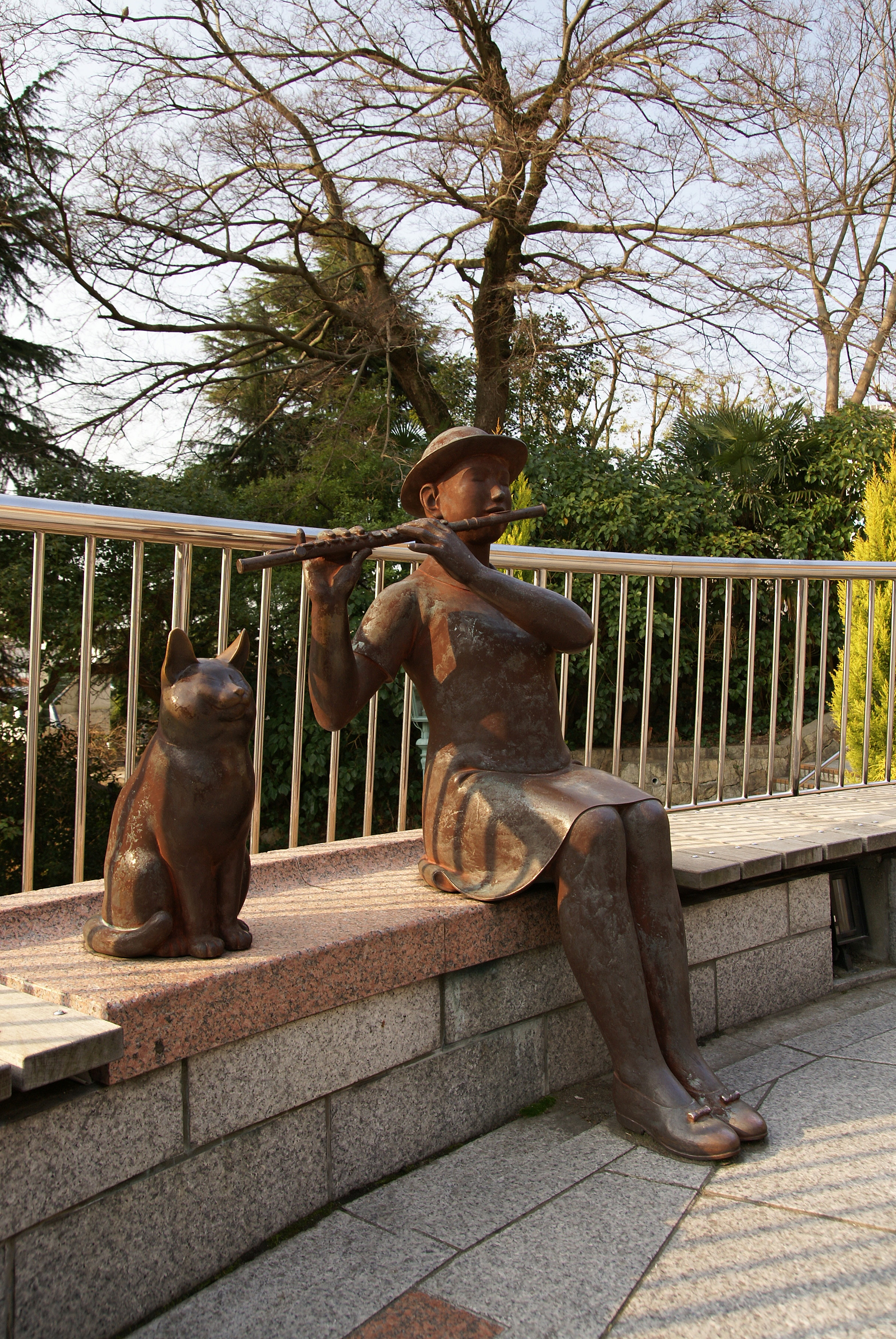
『晴れた日には永遠が見える』 ？ 黒川晃彦 北野町広場
『WIND』 昭和61年 津野充聡 フラワーロード（東）
『なほ』 昭和58年 岩野勇三 フラワーロード（西）
『少女』 昭和61年 大桐國光 フラワーロード（西）
『家族（女神と天使、そして男）』 昭和59年 松本雄治 フラワーロード（西）
『少年の日』 昭和58年 廣嶋照道 フラワーロード（西）
『長い午後』 平成9年 掛井五郎 フラワーロード（西）
『CONCORDIA』 昭和55年 新谷琇紀 中央区役所
？ ？ ？ アーバンエース三宮ビル
？ ？ ？ アーバンエース三宮ビル
『南風』 平成2年 藤木康成 生田川右岸
『宇宙の譜』 平成元年 廣嶋照道 生田川右岸
『るる』 平成3年 新谷英子 ポートライナー 三宮駅構内
『犬の唄』 昭和60年 柳原義達 ポートアイランド ワールド記念ホール
『めぐみ』 ？ 平井一雄 ポートアイランド ワールド記念ホール
『MANO D'AMORE』 昭和62年 新谷琇紀 ポートアイランド アプロディールハート
『EVA』 昭和48年 新谷琇紀 ポートアイランド アプロディールハート
『MANO D'AMORE』 昭和62年 新谷琇紀 ポートアイランド アプロディールハート
『原口忠次郎先生像』 昭和58年 新谷英夫 ポートアイランド 中公園
『港』 昭和53年 森下勲 ポートアイランド 北公園
『世界は一つ』 昭和53年 芝良空 ポートアイランド 北公園
『五太郎の木』 ？ ？ 春日野道商店街
『WOMAN』 平成5年 新谷沢子 中突堤
『MAN』 平成5年 新谷沢子 中突堤
『緑の泉“憩い”』 昭和30年 新谷英夫 中突堤
『GIRL ON A DOLPHIN』 平成5年 新谷琇紀 中突堤
『SEA BREEZE』 平成5年 新谷英子 中突堤
『いくたのともしび』 昭和35年 芝良空 生田新道・いくたロード交差点
『AMORE』 平成18年 新谷琇紀 生田新道・いくたロード交差点
『AMORE』 平成18年 新谷琇紀 でこぼこ公園（阪急三宮駅北）
『愛の光』 ？ 菊川晋久 中央区役所 北
『港のセブンティーン』 ？ 菊川晋久 センタープラザ・オーバーブリッジ
『おしくらまんじゅう』 平成2年 山口克昭 15番館新館
『若き立像'85』 昭和60年 笹戸千津子 みどりと彫刻の道
『飛天』 昭和57年 菊池一雄 みどりと彫刻の道
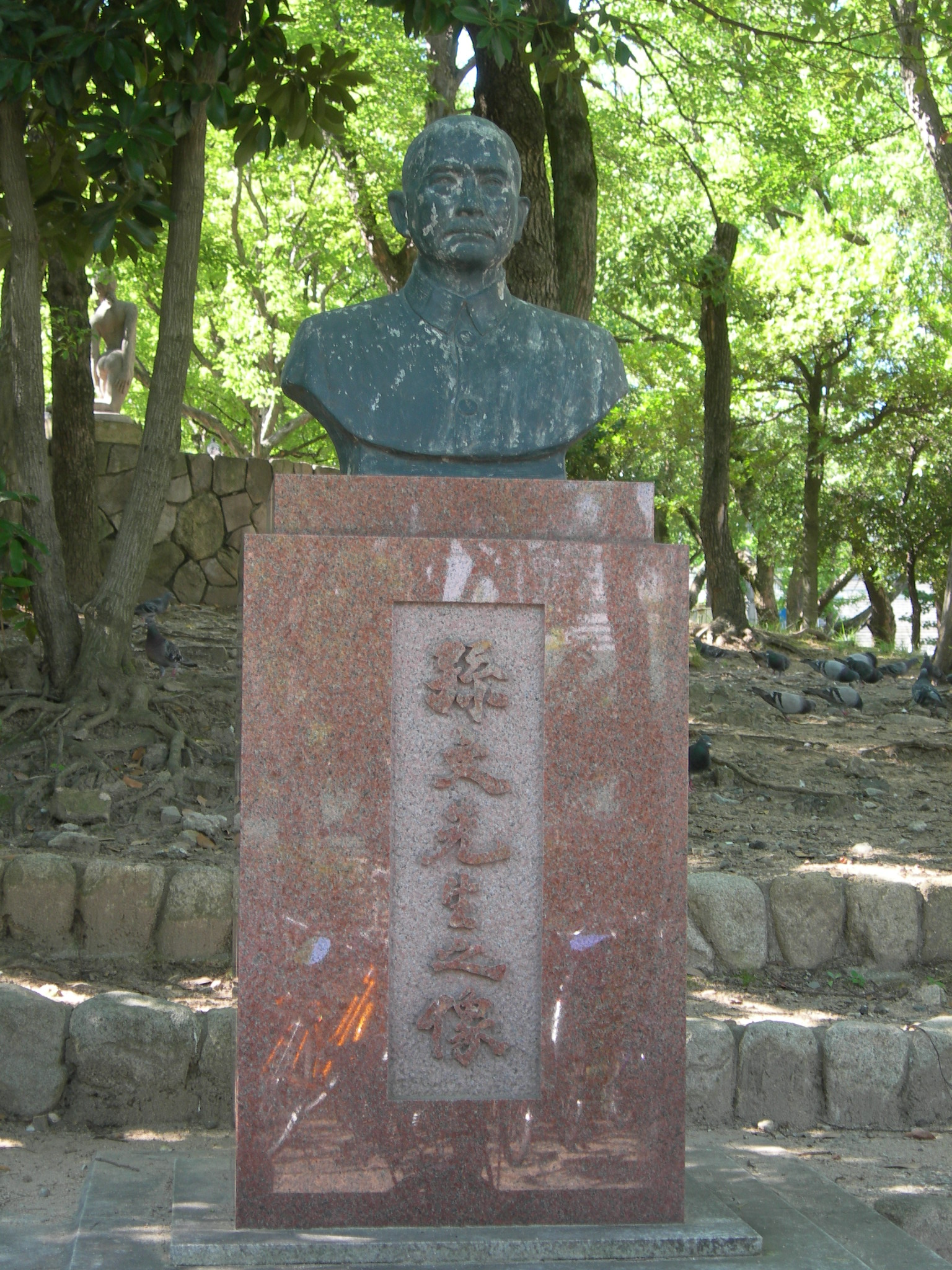
『孫文先生之像』 ？ 陳志慈 大倉山公園
『DONNA』 昭和57年 高橋秀幸 神戸市立 生田文化会館
『ACCOCCOLATA』 ？ 新谷琇紀 ポートアイランド線 先端医療センター前駅東
『ALBA-GⅡ』 ？ 新谷琇紀 ポートアイランド線 先端医療センター前駅東
『ソフィー』 昭和61年 朝倉響子 ポートアイランドコナミビル
『トランペットを吹く少年、空駆けるXEBEC』 平成元年 松下朗 TOA本社ビル
『MISERERE』 平成7年 中村晋也 海岸線 三宮・花時計前駅
『ありがとう』 平成13年 カミロ・ボニーヤ 新神戸ロープウェイ 布引ハーブ園駅
『潮騒』 ？ 新谷英子 新神戸オリエンタルアベニュー
『湖風』 昭和44年 一色邦彦 フラワーロード
『人・鳥・雲』 昭和62年 岡本参千峯 兵庫県公館
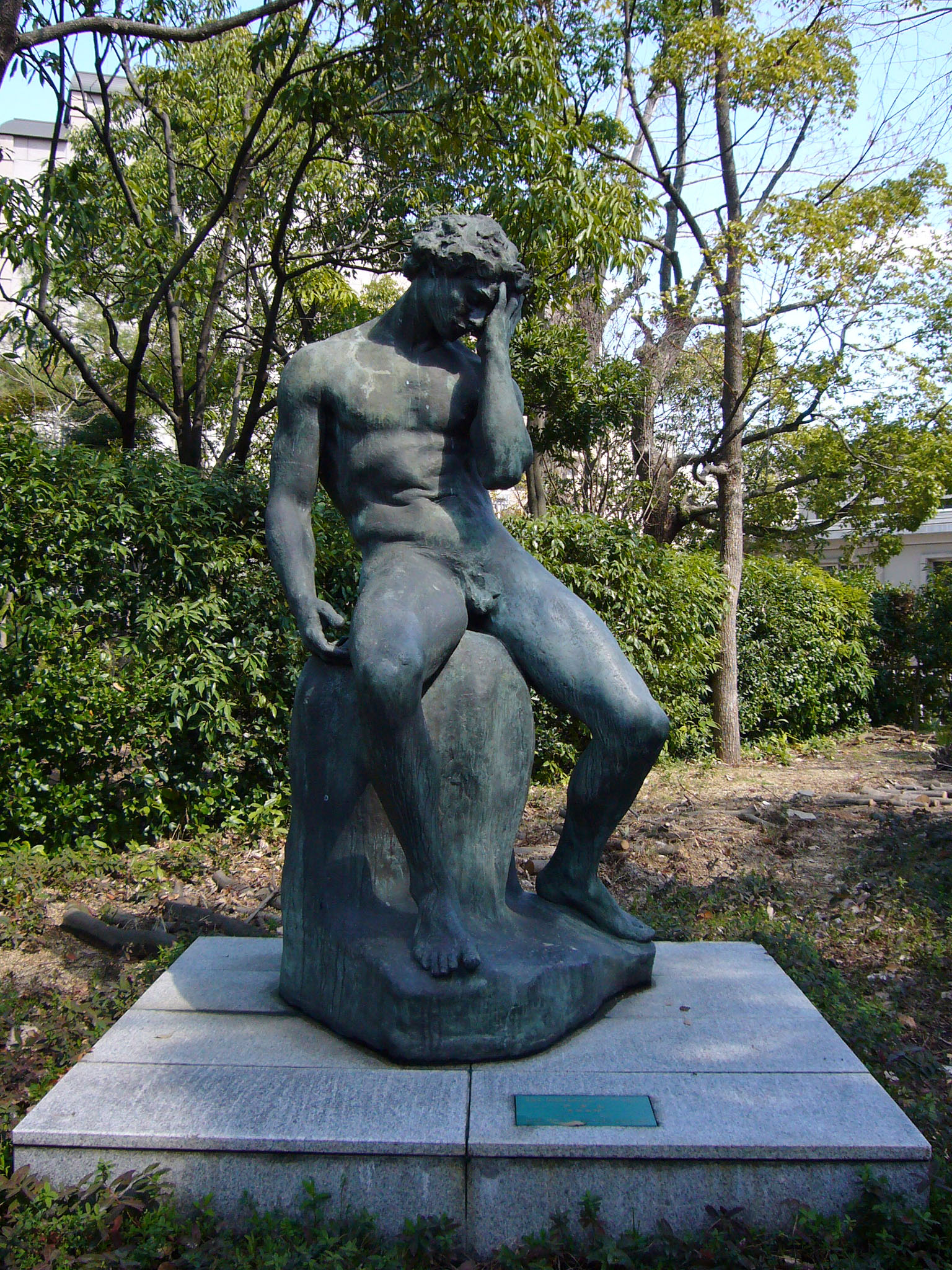
『アダム ADAM』 明治22年 エミール・アントワーヌ・ブールデル 兵庫県公館
『雨あがり』 ？ 岡本銕二 神戸市総合教育センター
『響き』 ？ 吉本豊 神戸市総合教育センター
『りんごをもつ少年』 昭和40年 船越保武 エスタシオン・デ・神戸
『アンナ』 昭和44年 船越保武 エスタシオン・デ・神戸
『雪娘』 昭和46年 佐藤忠良 エスタシオン・デ・神戸
『坐る女』 昭和50年 柳原義達 エスタシオン・デ・神戸
『赤毛の女』 昭和31年 柳原義達 エスタシオン・デ・神戸
『フードの竜』 昭和55年 佐藤忠良 エスタシオン・デ・神戸
『PRIMAVERA』 昭和62年 新谷琇紀 ポートアイランド アプロディールハート
『森のささやき』 ？ 畑満 エバーグリーン神戸ポートアイランド
『天翔る』 ？ 三坂制 綜合警備保障神戸ビル前
『萌』 昭和59年 新谷英子 ファーストプレイスユニオンビル前
『ARIANNA』 ？ 新谷琇紀 デュオこうべ浜の手
『BACCO』 ？ 新谷琇紀 デュオこうべ浜の手
『エルヴィスは永遠』 昭和62年 立体写真像㈱ 神戸情報文化ビル
？ ？ 田畑一作 パルモア病院
『母と子』 昭和43年 山本格二 パルモア病院
『父と子』 昭和43年 和田眞澄 パルモア病院
『Weather Doll』 昭和55年 関正司 NTT西日本兵庫支店 新神戸ビル
『古代の夢』 平成元年 小張隆男 神戸市水道局中部センター
『ゴスラーの戦士』 昭和49年 ヘンリー・ムーア 兵庫県立美術館
『愛』 ？ アウレリオ・デ・フェリーチェ 布引ハーブ園 グラスハウス
『住み処』 昭和42年 ザッキン・オシップ 兵庫県立美術館
『Sun Sister』 平成27年 ヤノベケンジ 兵庫県立美術館

- 『海の栄え』
昭和56年
久保浩
東遊園地
[備考 1]
- 『ふれあい』
昭和56年
新谷澤子・琇紀・英子・英夫
東遊園地
[備考 2]
- 『老人』
昭和18年
本郷新
東遊園地
- 『MOZART』
？
？
東遊園地
[備考 3]
- 『エーゲ海に捧ぐ』
昭和47年
木内克
東遊園地
- 『MARINA』
昭和51年
新谷琇紀
東遊園地
- 『加納宗七モニュメント』
昭和56年
福田青陽
東遊園地
- 『LA NUDITE DES FRUITS』
？
アントワーヌ・ブールデル
神戸市庁舎（1号館） 南西
- 『レダ』
1976年
桜井祐一
フラワーロード
- 『ALBA』
昭和47年
新谷琇紀
フラワーロード
- 『帽子・裸婦』
昭和49年
佐藤忠良
フラワーロード（東）
- 『WOMAN』
昭和53年
朝倉響子
フラワーロード（東）
- 『困っている道祖神』
昭和56年
木村賢太郎
フラワーロード（東）
- 『モラエス翁像』
昭和39年
長谷川雅司
東遊園地
- 『シオン』
昭和54年
船越保武
東遊園地
- 『家族の詩（うた）－憩う時』
平成8年
綿引道郎
京町筋
[備考 4]
- 『ジャン・ド・フィエンヌ（カレーの市民より）』
明治19年
オーギュスト・ロダン
神戸市立博物館
- 『反射』
平成2年
山崎正義
海岸通
- 『空を翔ぼう！』
昭和62年
松本雄治
海岸通
- 『未来へ行く者達へ』
？
吉田隆
三宮センタープラザ
- 『花の少女』
？
桑原巨守
三宮センタープラザ
- 『讃太陽』
？
桑原巨守
三宮センタープラザ
- 『見つめる女の子』
？
阿部誠一
JR元町駅 南
[備考 5]
- 『風の詩』
昭和62年
奥田秀樹
兵庫県庁 県民オアシス
[備考 6]
- 『飛躍』
昭和62年
兵庫県立明石高等学校美術科 生徒作品（3回生）後藤章久・坂田誉・後藤知香子 坂本真紀・下内真帆・濱田美穂
下山手通 兵庫県公館 北
- 『清』
？
新谷英子
兵庫県庁 県民オアシス
- 『弓と石－アルテミス』
昭和62年
吉田隆
兵庫県庁 県民オアシス
- 『石の親子』
昭和62年
河合隆三
兵庫県庁 県民オアシス
- 『のどか』
？
廣嶋照道
兵庫勤労福祉センター
[備考 7]
- 『花の塔』
？
新谷英夫
下山手通 神戸教会 北
- 『天空の門にて（詩人'91）』
？
田中毅
高倉山公園
[備考 8]
- ？
？
？
神戸市立中央図書館
- 『海風』
昭和48年
和田真澄
神戸文化ホール
[備考 9]
- 『みどり』
？
兵庫県彫刻家連盟、吉田英智、廣嶋照道、菊川晋久、和田真澄、新谷琇紀、新谷英子、和田正義
神戸文化ホール
[備考 10]
- 『EVA E LA MELA』
昭和48年
新谷琇紀
神戸文化ホール
- 『女神』
昭和48年
圓鍔勝三
神戸文化ホール
[備考 11]
- 『緑風』
昭和52年
新谷秀雄
神戸文化ホール
[備考 12]
- 『灯（ともしび）』
昭和51年
新谷英子
神戸文化ホール
<ref group="備考">婦人神戸300号を記念して 昭和51年1月 寄贈 神戸市婦人団体協議会
- 『愛 ゆたかな心』
昭和49年
新谷秀夫
神戸文化ホール
[備考 13]
- 『若い力』
昭和41年
新谷秀雄
神戸市立中央体育館
[備考 14]
- 『美と力』
昭和46年
新谷秀雄
神戸市立中央体育館
[備考 15]
- 『RAGAZZO』
平成12年
新谷琇紀
神戸市立中央体育館
- 『RAGAZZA』
平成12年
新谷琇紀
神戸市立中央体育館
- 『あのね』
平成3年
廣嶋照道
神戸市男女共同参画センター
[備考 16]
- 『子供』
昭和50年
佐藤忠良
緑と彫刻の道
- 『天翔ける女神』
？
松本雄治
緑と彫刻の道
[備考 17]
- 『大地のうた』
昭和56年
菊川晋久
緑と彫刻の道
- 『霧笛』
昭和56年
廣嶋照道
緑と彫刻の道
[備考 18]
- 『若い女』
？
桜井祐一
緑と彫刻の道
- 『追憶』
昭和53年
新谷英子
緑と彫刻の道
- 『オールドファッション．ブルース』
平成6年
黒川晃彦
北野町広場
- 『コルネット吹きの休日』
平成5年
黒川晃彦
北野町広場
- 『プリーズ・リクエスト』
？
黒川晃彦
北野町広場
- 『晴れた日には永遠が見える』
？
黒川晃彦
北野町広場
- 『WIND』
昭和61年
津野充聡
フラワーロード（東）
- 『なほ』
昭和58年
岩野勇三
フラワーロード（西）
- 『少女』
昭和61年
大桐國光
フラワーロード（西）
- 『家族（女神と天使、そして男）』
昭和59年
松本雄治
フラワーロード（西）
[備考 19]
- 『少年の日』
昭和58年
廣嶋照道
フラワーロード（西）
- 『長い午後』
平成9年
掛井五郎
フラワーロード（西）
- 『CONCORDIA』
昭和55年
新谷琇紀
中央区役所
[備考 20]
- ？
？
？
アーバンエース三宮ビル
- ？
？
？
アーバンエース三宮ビル
- 『南風』
平成2年
藤木康成
生田川右岸
[備考 21]
- 『宇宙の譜』
平成元年
廣嶋照道
生田川右岸
[備考 22]
- 『るる』
平成3年
新谷英子
ポートライナー 三宮駅構内
[備考 23]
- 『犬の唄』
昭和60年
柳原義達
ポートアイランド ワールド記念ホール
[備考 24]
- 『めぐみ』
？
平井一雄
ポートアイランド ワールド記念ホール
<ref group="備考">神戸ポートライオンズクラブ20周年 神戸中央ライオンズクラブチャーターナイト 記念事業 1984年3月17日
- 『MANO D'AMORE』
昭和62年
新谷琇紀
ポートアイランド アプロディールハート
- 『EVA』
昭和48年
新谷琇紀
ポートアイランド アプロディールハート
- 『MANO D'AMORE』
昭和62年
新谷琇紀
ポートアイランド アプロディールハート
- 『原口忠次郎先生像』
昭和58年
新谷英夫
ポートアイランド 中公園
[備考 25]
- 『港』
昭和53年
森下勲
ポートアイランド 北公園
[備考 26]
- 『世界は一つ』
昭和53年
芝良空
ポートアイランド 北公園
[備考 27]
- 『五太郎の木』
？
？
春日野道商店街
- 『WOMAN』
平成5年
新谷沢子
中突堤
- 『MAN』
平成5年
新谷沢子
中突堤
- 『緑の泉“憩い”』
昭和30年
新谷英夫
中突堤
- 『GIRL ON A DOLPHIN』
平成5年
新谷琇紀
中突堤
- 『SEA BREEZE』
平成5年
新谷英子
中突堤
- 『いくたのともしび』
昭和35年
芝良空
生田新道・いくたロード交差点
[備考 28]
- 『AMORE』
平成18年
新谷琇紀
生田新道・いくたロード交差点
[備考 29]
- 『AMORE』
平成18年
新谷琇紀
でこぼこ公園（阪急三宮駅北）
[備考 30]
- 『愛の光』
？
菊川晋久
中央区役所 北
[備考 31]
- 『港のセブンティーン』
？
菊川晋久
センタープラザ・オーバーブリッジ
- 『おしくらまんじゅう』
平成2年
山口克昭
15番館新館
- 『若き立像'85』
昭和60年
笹戸千津子
みどりと彫刻の道
- 『飛天』
昭和57年
菊池一雄
みどりと彫刻の道
- 『孫文先生之像』
？
陳志慈
大倉山公園
- 『DONNA』
昭和57年
高橋秀幸
神戸市立 生田文化会館
- 『ACCOCCOLATA』
？
新谷琇紀
ポートアイランド線 先端医療センター前駅東
- 『ALBA-GⅡ』
？
新谷琇紀
ポートアイランド線 先端医療センター前駅東
- 『ソフィー』
昭和61年
朝倉響子
ポートアイランドコナミビル
- 『トランペットを吹く少年、空駆けるXEBEC』
平成元年
松下朗
TOA本社ビル
- 『MISERERE』
平成7年
中村晋也
海岸線 三宮・花時計前駅
- 『ありがとう』
平成13年
カミロ・ボニーヤ
新神戸ロープウェイ 布引ハーブ園駅
- 『潮騒』
？
新谷英子
新神戸オリエンタルアベニュー
[備考 32]
- 『湖風』
昭和44年
一色邦彦
フラワーロード
- 『人・鳥・雲』
昭和62年
岡本参千峯
兵庫県公館
- 『アダム ADAM』
明治22年
エミール・アントワーヌ・ブールデル
兵庫県公館
[備考 33]
- 『雨あがり』
？
岡本銕二
神戸市総合教育センター
- 『響き』
？
吉本豊
神戸市総合教育センター
[備考 34]
- 『りんごをもつ少年』
昭和40年
船越保武
エスタシオン・デ・神戸
- 『アンナ』
昭和44年
船越保武
エスタシオン・デ・神戸
- 『雪娘』
昭和46年
佐藤忠良
エスタシオン・デ・神戸
- 『坐る女』
昭和50年
柳原義達
エスタシオン・デ・神戸
- 『赤毛の女』
昭和31年
柳原義達
エスタシオン・デ・神戸
- 『フードの竜』
昭和55年
佐藤忠良
エスタシオン・デ・神戸
- 『PRIMAVERA』
昭和62年
新谷琇紀
ポートアイランド アプロディールハート
- 『森のささやき』
？
畑満
エバーグリーン神戸ポートアイランド
[備考 35]
- 『天翔る』
？
三坂制
綜合警備保障神戸ビル前
- 『萌』
昭和59年
新谷英子
ファーストプレイスユニオンビル前
- 『ARIANNA』
？
新谷琇紀
デュオこうべ浜の手
[備考 36]
- 『BACCO』
？
新谷琇紀
デュオこうべ浜の手
[備考 37]
- 『エルヴィスは永遠』
昭和62年
立体写真像㈱
神戸情報文化ビル
- ？
？
田畑一作
パルモア病院
[備考 38]
- 『母と子』
昭和43年
山本格二
パルモア病院
- 『父と子』
昭和43年
和田眞澄
パルモア病院
- 『Weather Doll』
昭和55年
関正司
NTT西日本兵庫支店 新神戸ビル
[備考 39]
- 『古代の夢』
平成元年
小張隆男
神戸市水道局中部センター
- 『ゴスラーの戦士』
昭和49年
ヘンリー・ムーア
兵庫県立美術館
- 『愛』
？
アウレリオ・デ・フェリーチェ
布引ハーブ園 グラスハウス
[備考 40]
- 『住み処』
昭和42年
ザッキン・オシップ
兵庫県立美術館
[備考 41]
- 『Sun Sister』
平成27年
ヤノベケンジ
兵庫県立美術館
[備考 42]

### 動物

『フィシュ・ダンス』 昭和62年 フランク・Ｏ・ゲーリー デザイン 安藤忠雄  監修製作
『イーグル・アンド・サーモン』 ？ Lawney Reyes 神戸メリケンパーク
『愛』 ？ 原田梅子 東遊園地
『鳩』 昭和56年 柳原義達 フラワーロード（東）
？ ？ ？ 高倉山公園 福岡県の森
『文化の灯』 ？ 新谷英子 神戸文化ホール
『蒼天の塔』 平成5年 安藤泉 神戸情報文化ビル
『MEDETAI』 平成2年 流政之 代々木ゼミナール神戸校
『海を見にきたカタツムリ』 昭和58年 環境造形Q ポートアイランド かたつむりの広場
『ポルチェリーノ』 寛永2年～7年頃 ピエトロ・タッカ 阪急三ノ宮駅 高架下
『羊伝説』 ？ 藤原吉志子 HAT神戸・脇の浜
『森のシマウマ』 昭和62年 市川明廣 みどりと彫刻の道
『シーホース』 昭和62年 壺井勘也 みどりと彫刻の道
『エリザベス』 ？ 関孝之 mel mel cafe 前
『イチロー』 ？ 関孝之 mel mel cafe 前
『追憶』 昭和57年 山本正道 フラワーロード
『Dog Night』 昭和62年 中ハシ克シゲ 兵庫県公館
『Three dog houses』 昭和56年 中ハシ克シゲ ラインの館
『宿借り（子は鎹）』 ？ 西巻一彦 ポートアイランド CATパーク
？ ？ ？ ㈱ブライダルハート本社ビル前
『METAL BIRD』 平成3年 三好良彦 神戸市立青少年科学館前

- 『蒼天の塔』
平成5年
安藤泉
神戸情報文化ビル
[備考 43]
- 『MEDETAI』
平成2年
流政之
代々木ゼミナール神戸校
- 『海を見にきたカタツムリ』
昭和58年
環境造形Q
ポートアイランド かたつむりの広場
[備考 44]
- 『ポルチェリーノ』
寛永2年～7年頃
ピエトロ・タッカ
阪急三ノ宮駅 高架下
- 『羊伝説』
？
藤原吉志子
HAT神戸・脇の浜
- 『森のシマウマ』
昭和62年
市川明廣
みどりと彫刻の道
- 『シーホース』
昭和62年
壺井勘也
みどりと彫刻の道
[備考 45]
- 『エリザベス』
？
関孝之
mel mel cafe 前
- 『イチロー』
？
関孝之
mel mel cafe 前
- 『追憶』
昭和57年
山本正道
フラワーロード
- 『Dog Night』
昭和62年
中ハシ克シゲ
兵庫県公館
- 『Three dog houses』
昭和56年
中ハシ克シゲ
ラインの館
[備考 46]
- 『宿借り（子は鎹）』
？
西巻一彦
ポートアイランド CATパーク
- ？
？
？
㈱ブライダルハート本社ビル前
- 『METAL BIRD』
平成3年
三好良彦
神戸市立青少年科学館前
[備考 47]

### 植物

？ 昭和48年 ？ 神戸文化ホール
『リンゴのハート』 昭和49年 山口牧生 神戸市立中央体育館
『平和の樹』 ？ ？ ポートアイランド 南公園
『フルール Fleur-Violette』 ？ 立木泉 HAT神戸・脇の浜
『フルール Fleur-rouge』 ？ 立木泉 HAT神戸・脇の浜
『フルール Promenade・HARU』 ？ 立木泉 HAT神戸・脇の浜
『フルール Fleur-poupre』 ？ 立木泉 HAT神戸・脇の浜
『フルール Fleur-blanche』 ？ 立木泉 HAT神戸・脇の浜
『フルール Fleur-orenge』 ？ 立木泉 HAT神戸・脇の浜
『コーヒー豆の彫刻』 ？ 中川幸雄 UCCコーヒー博物館

- ？
昭和48年
？
神戸文化ホール
[備考 48]
- 『リンゴのハート』
昭和49年
山口牧生
神戸市立中央体育館
- 『平和の樹』
？
？
ポートアイランド 南公園
[備考 49]
- 『フルール Fleur-Violette』
？
立木泉
HAT神戸・脇の浜
- 『フルール Fleur-rouge』
？
立木泉
HAT神戸・脇の浜
- 『フルール Promenade・HARU』
？
立木泉
HAT神戸・脇の浜
- 『フルール Fleur-poupre』
？
立木泉
HAT神戸・脇の浜
- 『フルール Fleur-blanche』
？
立木泉
HAT神戸・脇の浜
- 『フルール Fleur-orenge』
？
立木泉
HAT神戸・脇の浜
- 『コーヒー豆の彫刻』
？
中川幸雄
UCCコーヒー博物館

### その他

『八時間労働発祥の地』 平成5年 井上武吉 モザイクガーデン
『浮くかたち』 ？ 植松奎二 モザイクガーデン
『汽笛時計』 平成13年 ？ ハーバーランド
？ 平成2年 ？ 神戸メリケンパーク
『メリケンシアター』 昭和62年 環境造形Q 神戸メリケンパーク
『海軍操練所跡』 昭和43年 ？ 京町筋 京橋交差点南
『スペース・アイ』 昭和56年 多田美波 東遊園地
『日本近代洋服発祥の地』 昭和49年 環境造形Q 東遊園地
『わたしと私』 昭和56年 井上玲子 神戸市役所北
『マスクA』 昭和56年 清水九兵衛 フラワーロード（東）
『歩く鉄』 昭和56年 土谷武 フラワーロード（東）
『星の肖像』 昭和56年 新宮晋 フラワーロード（東）
『ボウリング発祥・記念碑』 平成3年 ？ 東遊園地
『空にかける階段'85Ⅳ』 ？ 富樫実 三井生命神戸三宮ビル
『水のある星』 ？ 吉田隆 三宮センタープラザ
『生命（いのち）』 昭和48年 石井信一 神戸文化センター
『海からの便り』 昭和50年 新宮晋 JR神戸駅 西口
『弧への回帰』 昭和43年 江口週 緑と彫刻の道
『波状面上 HIP』 昭和50年 今井由緒子 緑と彫刻の道
『石とパイプ』 昭和46年 河口龍夫 神戸市立中央体育館
『そりととぎのあるかたち』 昭和56年 澄川喜一 神戸市立中央体育館
『星の灯台』 ？ 新宮晋 ダイヤニッセイビル
『浮遊する物体』 昭和57年 石黒将ニ JR三宮駅 北
『風の標識No.45』 平成8年 大成浩 阪急三宮駅 北
『平和の広場 平和の泉』 平成11年 ？ ポートアイランド 中央緑地
『平和の珠』 平成5年 ？ ポートアイランド 南公園
『平和の屏風』 平成7年 ？ ポートアイランド 南公園
『平和の芽』 平成3年 ？ ポートアイランド 南公園
？ ？ ？ ポートアイランド 市民広場
『神戸・三つの部分からなる彫刻』 ？ マルタ・パン ポートアイランド ワールド本社ビル
『黄色いトンガリ帽子』 平成3年 飯塚八朗 ポートアイランド モロゾフスイートプラザ 西
『アンドロメダへのメッセージ』 昭和52年 環境造形Q ポートアイランド 中公園
『飛翔』 平成4年 片山利弘 国際健康開発センタービル
『上を向いた2本の線－30フィート』 昭和63年/平成13年 ジョージ・リッキー 兵庫県立美術館
『遥かなリズム』 昭和54年/平成14年 新宮晋 兵庫県立美術館
『エッフェル塔－板状』 平成元年 セザール 兵庫県立美術館
『シリーズ－CIRCUIT LIFE－』 平成8年 武藤順九 ひと未来館
『鎮魂の碑』 ？ ？ 防災未来館
『雲わく広場』 ？ 白井美穂 HAT神戸・脇の浜
『円の仕掛け/ブルーベリー』 ？ 生形貴春 HAT神戸・脇の浜
『幻日』 ？ 田中信太郎 HAT神戸・脇の浜
『KY-992』 ？ 井上雅之 HAT神戸・脇の浜
『あたたかい空気』 ？ 伊藤誠 HAT神戸・脇の浜
『現象としての風景』 平成12年 福地拓磨 脇浜海岸通公園
『賀川豊彦生誕100年記念碑』 平成元年 武田則明 生田川右岸 国道2号線南
『形の分子（AM5:46の印刻）』 平成9年 仲亀幸弘 神戸商工貿易センタービル
『雲の中の海』 平成2年 吉田隆 フラワーロード（西）
？ 平成7年 湯村光 兵庫県信用保証協会
？ ？ ？ 三井住友銀行神戸営業部
『KAWASAKIへの道 瞑想のための彫刻』 ？ カール・ブラントル 東遊園地
『虹の石』 昭和56年 河口龍夫 東遊園地
『響』 平成5年 藤本敬八郎 NTT神戸会館
『PORTALS Ⅰ』 ？ ジョージ・シュガーマン 神戸クリスタルタワー
『PORTALS Ⅱ』 平成5年 ジョージ・シュガーマン 神戸クリスタルタワー
『花かがみ』 昭和63年 松本薫 神戸文化ホール
『道』 平成11年 ？ 兵庫県警察本部
『KAZENOFUKUTOKORO』 平成18年 外礒秀紹 ポートライナー 神戸空港駅北
『地表より－BIRTHDAY』 平成8年 井上麦 神戸キメックセンタービル
『夢見る円盤』 昭和60年 飯田善国 アシックス本社ビル
『出合いの門』 平成3年 速水史朗 布引ハーブ園
『白い星座』 平成3年 新宮晋 布引ハーブ園 風の丘
？ ？ ？ 兵庫県庁西館
『時の木 Ⅱ』 平成元年 新宮晋 兵庫県公館
『紫煙』 昭和55年 新谷秀雄 日本たばこ産業株式会社 神戸支店
『初心』 平成3年 新谷秀雄 神戸市総合教育センター
『1・1・√2・64 リング』 ？ 田中薫 神戸ハーバーランド キャナルガーデン
『1・1・√2 シグナル』 ？ 田中薫 神戸ハーバーランド キャナルガーデン
『風の譜・海の声』 平成2年 寺田武弘 神戸ハーバーランド モザイク
『風景』 ？ 寺田栄 ポートアイランド 市民広場駅 南
？ ？ ？ ポートアイランド 神戸パークシティ
『ジュエリー』 平成20年 赤松武寛 ミュージアムタワー
『景土』 平成20年 笹谷晃生 ミュージアムタワー
『あかい木』 平成20年 田中雅樹 ミュージアムタワー
『礎』 平成20年 丸山祐介 ミュージアムタワー
『水平』 平成20年 藤本修三 ミュージアムタワー
『○＆□』 平成20年 藤本修三 ミュージアムタワー
『日の鞍』 昭和50年 山口牧生 兵庫県立美術館
『不在の中のかたち 26』 昭和53年 今村輝久 兵庫県立美術館
『風・七彩』 平成7年 野島二郎 神戸布引ハーブ園 風の丘
『錐形の時間』 平成3年 鈴木久雄 神戸布引ハーブ園
『オウシゾウケイ ランダム』 平成22年 牛尾啓三 兵庫県公館
『くるくるきいろ』 平成21年 元永定正 兵庫県立美術館
『きいろとぶるう』 平成23年 元永定正 兵庫県立美術館

- 『八時間労働発祥の地』
平成5年
井上武吉
モザイクガーデン
[備考 50]
- 『浮くかたち』
？
植松奎二
モザイクガーデン
- 『汽笛時計』
平成13年
？
ハーバーランド
- ？
平成2年
？
神戸メリケンパーク
[備考 51]
- 『メリケンシアター』
昭和62年
環境造形Q
神戸メリケンパーク
[備考 52]
- 『海軍操練所跡』
昭和43年
？
京町筋 京橋交差点南
- 『スペース・アイ』
昭和56年
多田美波
東遊園地
- 『日本近代洋服発祥の地』
昭和49年
環境造形Q
東遊園地
- 『わたしと私』
昭和56年
井上玲子
神戸市役所北
- 『マスクA』
昭和56年
清水九兵衛
フラワーロード（東）
- 『歩く鉄』
昭和56年
土谷武
フラワーロード（東）
[備考 53]
- 『星の肖像』
昭和56年
新宮晋
フラワーロード（東）
- 『ボウリング発祥・記念碑』
平成3年
？
東遊園地
- 『空にかける階段'85Ⅳ』
？
富樫実
三井生命神戸三宮ビル
- 『水のある星』
？
吉田隆
三宮センタープラザ
- 『生命（いのち）』
昭和48年
石井信一
神戸文化センター
- 『海からの便り』
昭和50年
新宮晋
JR神戸駅 西口[備考注 1]
- 『弧への回帰』
昭和43年
江口週
緑と彫刻の道
- 『波状面上 HIP』
昭和50年
今井由緒子
緑と彫刻の道
- 『石とパイプ』
昭和46年
河口龍夫
神戸市立中央体育館
- 『そりととぎのあるかたち』
昭和56年
澄川喜一
神戸市立中央体育館
- 『星の灯台』
？
新宮晋
ダイヤニッセイビル
- 『浮遊する物体』
昭和57年
石黒将ニ
JR三宮駅 北
[備考 54]
- 『風の標識No.45』
平成8年
大成浩
阪急三宮駅 北
- 『平和の広場 平和の泉』
平成11年
？
ポートアイランド 中央緑地
[備考 55]
- 『平和の珠』
平成5年
？
ポートアイランド 南公園
[備考 56]
- 『平和の屏風』
平成7年
？
ポートアイランド 南公園
[備考 57]
- 『平和の芽』
平成3年
？
ポートアイランド 南公園
[備考 58]
- ？
？
？
ポートアイランド 市民広場
- 『神戸・三つの部分からなる彫刻』
？
マルタ・パン
ポートアイランド ワールド本社ビル
- 『黄色いトンガリ帽子』
平成3年
飯塚八朗
ポートアイランド モロゾフスイートプラザ 西
- 『アンドロメダへのメッセージ』
昭和52年
環境造形Q
ポートアイランド 中公園
- 『飛翔』
平成4年
片山利弘
国際健康開発センタービル
[備考 59]
- 『上を向いた2本の線－30フィート』
昭和63年/平成13年
ジョージ・リッキー
兵庫県立美術館
- 『遥かなリズム』
昭和54年/平成14年
新宮晋
兵庫県立美術館
[備考 60]
- 『エッフェル塔－板状』
平成元年
セザール
兵庫県立美術館
- 『シリーズ－CIRCUIT LIFE－』
平成8年
武藤順九
ひと未来館
- 『鎮魂の碑』
？
？
防災未来館
- 『雲わく広場』
？
白井美穂
HAT神戸・脇の浜
- 『円の仕掛け/ブルーベリー』
？
生形貴春
HAT神戸・脇の浜
- 『幻日』
？
田中信太郎
HAT神戸・脇の浜
- 『KY-992』
？
井上雅之
HAT神戸・脇の浜
- 『あたたかい空気』
？
伊藤誠
HAT神戸・脇の浜
- 『現象としての風景』
平成12年
福地拓磨
脇浜海岸通公園
- 『賀川豊彦生誕100年記念碑』
平成元年
武田則明
生田川右岸 国道2号線南
- 『形の分子（AM5:46の印刻）』
平成9年
仲亀幸弘
神戸商工貿易センタービル
[備考 61]
- 『雲の中の海』
平成2年
吉田隆
フラワーロード（西）
- 『無=意味』
昭和57年
小林陸一郎
生田川公園
- ？
平成7年
湯村光
兵庫県信用保証協会
- ？
？
？
三井住友銀行神戸営業部
- 『KAWASAKIへの道 瞑想のための彫刻』
？
カール・ブラントル
東遊園地
[備考 62]
- 『虹の石』
昭和56年
河口龍夫
東遊園地
- 『響』
平成5年
藤本敬八郎
NTT神戸会館
[備考 63]
- 『PORTALS Ⅰ』
？
ジョージ・シュガーマン
神戸クリスタルタワー
- 『PORTALS Ⅱ』
平成5年
ジョージ・シュガーマン
神戸クリスタルタワー
- 『花かがみ』
昭和63年
松本薫
神戸文化ホール
- 『道』
平成11年
？
兵庫県警察本部
- 『KAZENOFUKUTOKORO』
平成18年
外礒秀紹
ポートライナー 神戸空港駅北
[備考 64]
- 『地表より－BIRTHDAY』
平成8年
井上麦
神戸キメックセンタービル
- 『夢見る円盤』
昭和60年
飯田善国
アシックス本社ビル
- 『出合いの門』
平成3年
速水史朗
布引ハーブ園
- 『白い星座』
平成3年
新宮晋
布引ハーブ園 風の丘
- ？
？
？
兵庫県庁西館
- 『時の木 Ⅱ』
平成元年
新宮晋
兵庫県公館
- 『紫煙』
昭和55年
新谷秀雄
日本たばこ産業株式会社 神戸支店
- 『初心』
平成3年
新谷秀雄
神戸市総合教育センター
[備考 65]
- 『1・1・√2・64 リング』
？
田中薫
神戸ハーバーランド キャナルガーデン
- 『1・1・√2 シグナル』
？
田中薫
神戸ハーバーランド キャナルガーデン
- 『風の譜・海の声』
平成2年
寺田武弘
神戸ハーバーランド モザイク
[備考 66]
- 『風景』
？
寺田栄
ポートアイランド 市民広場駅 南
- ？
？
？
ポートアイランド 神戸パークシティ
- 『ジュエリー』
平成20年
赤松武寛
ミュージアムタワー
[備考 67]
- 『景土』
平成20年
笹谷晃生
ミュージアムタワー
[備考 68]
- 『あかい木』
平成20年
田中雅樹
ミュージアムタワー
[備考 69]
- 『礎』
平成20年
丸山祐介
ミュージアムタワー
[備考 70]
- 『水平』
平成20年
藤本修三
ミュージアムタワー
[備考 71]
- 『○＆□』
平成20年
藤本修三
ミュージアムタワー
[備考 72]
- 『日の鞍』
昭和50年
山口牧生
兵庫県立美術館
[備考 73]
- 『不在の中のかたち 26』
昭和53年
今村輝久
兵庫県立美術館
[備考 74]
- 『風・七彩』
平成7年
野島二郎
神戸布引ハーブ園 風の丘
[備考 75]
- 『錐形の時間』
平成3年
鈴木久雄
神戸布引ハーブ園
[備考 76]
- 『オウシゾウケイ ランダム』
平成22年
牛尾啓三
兵庫県公館
- 『くるくるきいろ』
平成21年
元永定正
兵庫県立美術館
[備考 77]
- 『きいろとぶるう』
平成23年
元永定正
兵庫県立美術館
[備考 78]

### 噴水

？ ？ ？ 神戸メリケンパーク
『スプリングストーン』 昭和56年 環境造形Q 東遊園地
『水とたわむれる子供達』 ？ ？ 神戸文化ホール
『プロペラ噴水』 ？ ？ ポートアイランド 南公園
『イルカの噴水』 昭和51年 環境造形Q ポートアイランド 北公園
？ ？ ？ 兵庫県公館
[備考 79]
- 『プロペラ噴水』
？
？
ポートアイランド 南公園
- 『イルカの噴水』
昭和51年
環境造形Q
ポートアイランド 北公園
- ？
？
？
兵庫県公館

### 橋梁

？ 平成16年 ？ 大阪湾 空港大橋

- ？
平成16年
？
大阪湾 空港大橋

### 時計塔

『陽まわりくん』 ？ ？ 神戸メリケンパーク
『希望・愛』 平成9年 ？ 神戸市立中央体育館
『希望・夢』 平成12年 ？ 神戸市立中央体育館
『時を告げるモニュメント』 ？ ？ ポートアイランド 市民広場
『人と防災未来センター』 平成15年 ？ 鎮魂のカリヨン時計塔

- 『陽まわりくん』
？
？
神戸メリケンパーク
[備考 80]
- 『希望・愛』
平成9年
？
神戸市立中央体育館
[備考 81]
- 『希望・夢』
平成12年
？
神戸市立中央体育館
[備考 82]
- 『時を告げるモニュメント』
？
？
ポートアイランド 市民広場
- 『人と防災未来センター』
平成15年
？
鎮魂のカリヨン時計塔
[備考 83]

## 備考
1. ↑  神戸駅の駅前広場の再整備に伴い、2024年2月に撤去され分割して保管されることになった[2]。